# Wilhelm Ferdinand Erichson
Wilhelm Ferdinand Erichson (ur. 26 listopada 1809 w Stralsundzie, zm. 18 listopada 1849 w Berlinie) – niemiecki entomolog, autor klasyfikacji kusakowatych.

## Życiorys
Wilhelm Ferdinand Erichson urodził się 26 listopada 1809 roku w Stralsundzie. Po ukończeniu gimnazjum w rodzinnym mieście w latach 1828–1832 studiował medycynę na Uniwersytecie Berlińskim.
W trakcie studiów zaczął zajmować się entomologią – w 1831 roku opublikował Monographia generis Meloes (razem z Johannem Friedrichem von Brandt (1802–1879)), a w 1832 roku Genera Dytiscorum.
W 1837 roku uzyskał stopień doktora filozofii na uniwersytecie w Jenie, rok później został Privatdozentem na wydziale filozoficznym Uniwersytetu Berlińskiego, a w 1842 roku – adiunktem. Prowadził zajęcia z entomologii i helmintologii. Zajmował się pajęczakami i wijami oraz chrząszczami, błonkoskrzydłymi, sieciarkami, pluskwiakami, wachlarzoskrzydłymi, wciornastkami, szczeciogonkami i pchłami.
Jako jedyny podjął próbę klasyfikacji wszystkich gatunków i rodzajów jednej rodziny – stworzył klasyfikację kusakowatych – w obrębie tej rodziny opisał 46 rodzajów i 908 gatunków, zaliczając gatunki do 11 plemion. Jako pierwszy opisywał gatunki ze wszystkich części świata. W 1840 roku nazwano w sumie 461 gatunków, przy czym 447 nazwę nadał Erichson.
Opublikował ok. 45 książek i artykułów. Był pierwszym kustoszem zbiorów entomologicznych w Muzeum Historii Naturalnej w Berlinie.
Zmarł w 18 listopada 1849 w Berlinie.
Amerykański koleopterolog Lee H. Herman uważa Erichsona za „jednego z najważniejszych, o ile nie najważniejszego entomologa wszech czasów”, a znaczenie jego pracy porównuje do wpływu Mozarta w muzyce.

## Publikacje
- Genera Dytiscorum, Berlin (1832)
- Die Käfer der Mark Brandenburg, Berlin (1837–1839)
- Genera et species Staphylinorum insectorum. Berlin 1839–1840)
- Entomographien. Berlin (1840)
- 1839: IX. Insecten. Archiv fur Naturgeschichte 5(2): 281–375.
- 1842: Beitrag zur Insecten-Fauna von Vandiemensland, mit besonderer Berücksichtigung der geographischen Verbreitung der Insecten. Archiv fur Naturgeschichte 8: 83–287.
- Bericht über die wissenschaftlichen Leistungen auf dem Gebiete der Entomologie, Berlin (1838)
- Naturgeschichte der Insekten, Berlin (1845–1848)

## Członkostwa
- 1845 – członek korespondencyjny Bawarskiej Akademii Nauk[8]